# Viran Morros
Viran Morros (født 15. december 1983 i Barcelona, Spanien) er en spansk håndboldspiller som spiller for Paris Saint-Germain og Spaniens herrehåndboldlandshold.
Han deltog under EM i håndbold 2018 i Kroatien.